# Thecesternini
Thecesternini es una tribu de insectos coleópteros curculiónidos pertenecientes a la subfamilia Entiminae.  

## Géneros
- Arodenius
- Cyphomastax
- Herpes